# Jimbo (computerspel)
Jimbo  is een computerspel dat werd ontwikkeld door Juned Wahab en uitgegeven door CP Verlag/Magic Disk 64. Het spel werd in 1995 uitgebracht voor door Commodore 64. Het spel is een Engelstalig platformspel dat door één persoon gespeeld kan worden. De muziek van het spel werd gemaakt door Gerard Gourley.   